# Clytra elgae
Clytra elgae es un coleóptero de la familia Chrysomelidae. Fue descrita científicamente por primera vez en 1998 por Medvedev & Regalin.